# Pablo Sereno de la Viña
Pablo Sereno de la Viña (Barcelona, 20 de octubre de 1969) es un director de cine español.

## Biografía
Nació el 20 de octubre en Barcelona. Se interesó muy pronto por el cine de autores de la talla de Ingmar Bergman, quien sería clave en su pasión por el séptimo arte. A principios del año 1993 cursó estudios de dirección y guion en el C.E.C.C.. A finales de la década de los noventa se trasladó a Francia dirigiendo dos de sus cuatro películas, las otras dos en España.
En la actualidad está preparando dos proyectos cinematográficos, IT-FR-ES y Juillet.[cita requerida] Ambos proyectos están en preproducción. IT-FR-ES es una comedia ácida, al más clásico cine negro. La historia sobre un maletín repleto de dinero falso que se ha de transportar desde Italia a España.[cita requerida]

## Filmografía

### Cine
| Año  | Película                      |
| ---- | ----------------------------- |
| 2000 | Les Égoïstes                  |
| 2003 | La Producción                 |
| 2005 | Estrella P...                 |
| 2007 | Trois baisers et 1000 de plus |

### Cortometrajes
| Año  | Cortometraje       |
| ---- | ------------------ |
| 1994 | Viaje a la miseria |
| 1994 | Jaula              |
| 1995 | El testigo absurdo |
| 1996 | El relevo          |